# 版纳鱼螈
版纳鱼螈（Ichthyophis kohtaoensis）是两栖纲鱼螈科的一种动物，为中國特有的一种蚓螈。

## 特征
身体呈蠕虫状，长约40厘米；头部扁平如铲状，眼呈点状，隐藏于皮膜下；皮肤光滑，多黏液；深棕色背部，有蜡光，体侧从眼后至肛侧各有一条棕黄色纵带，浅棕色腹部；颈部腹面有3条颈沟；躯干部有环褶328～381个，尾巴很短，仅有4个环褶；身体前半部的环褶之间有细鳞两行，后部三或四行。

## 分布
已知分布於雲南、廣西和廣東，並可能分布於寮國、緬甸和越南。
版纳鱼螈棲息於亞熱帶或熱帶的潮濕低地森林、河流、間歇河、農場、鄉村花園、嚴重砍伐的前森林、灌溉地及季節氾濫農地。棲息地的减少是其面临的主要威脅。